# Loch Dochfour
Loch Dochfour är en sjö i Storbritannien.   Den ligger i kommunen Highland och riksdelen Skottland, i den norra delen av landet, 700 km norr om huvudstaden London. Loch Dochfour ligger 68 meter över havet. Den ligger vid sjöarna  Loch Ness och Loch nan Lann. I omgivningarna runt Loch Dochfour växer i huvudsak blandskog.